# Кещян, Мартирос Вартанович

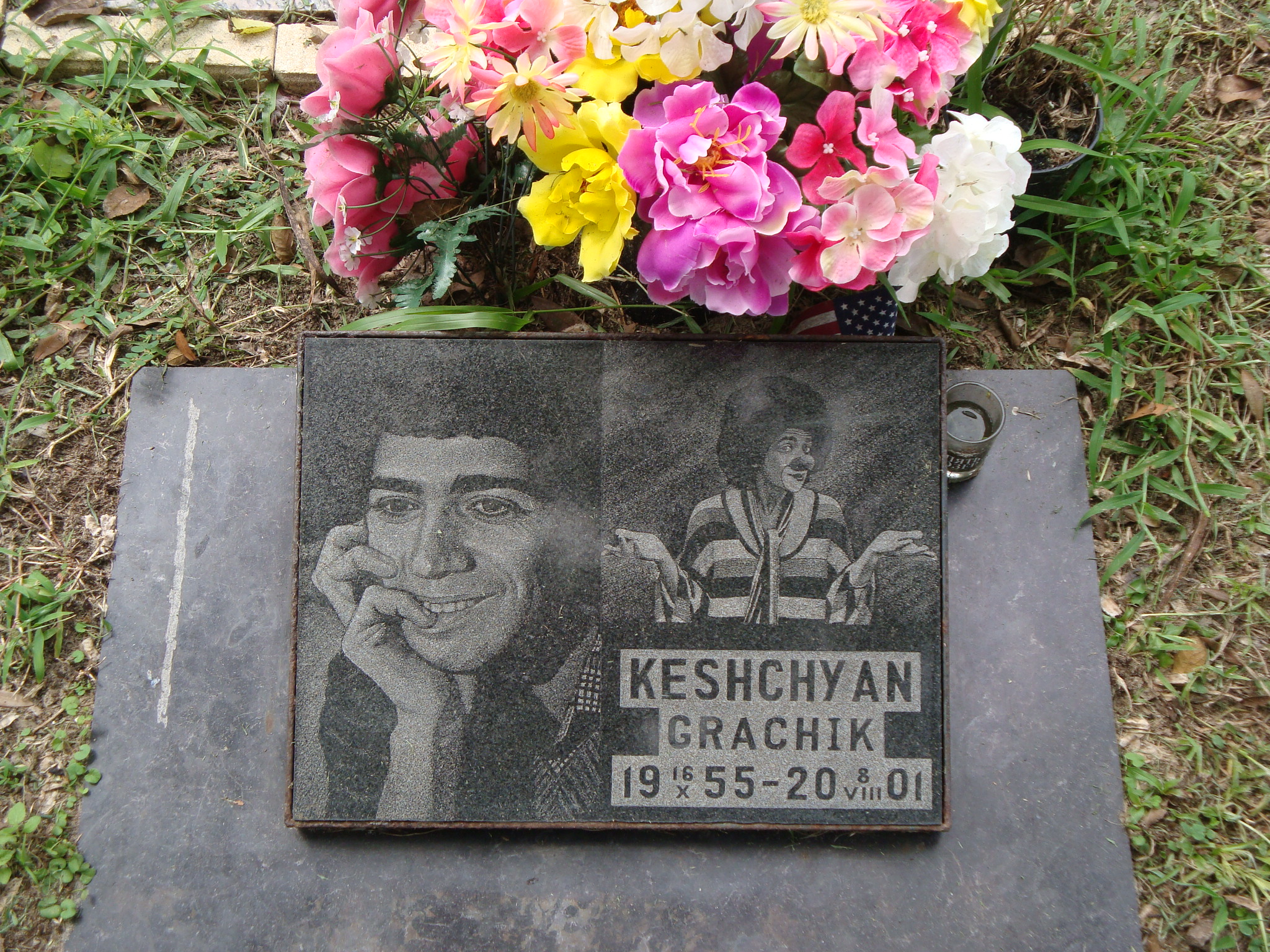
Могила клоуна Грачика в г. Winter Haven, штат Флорида США

Мартиро́с Варта́нович Кещя́н (19 октября 1955 — 08 августа 2001) — советский, российский и американский буффонадный клоун, известный под псевдонимом Грачик.

## Биография
Родился в городе Сочи, в армянской семье. За кудрявую черную шевелюру и пронзительный взгляд все с самого детства Мартироса называли Грачиком. Вскоре это стало его основным цирковым именем.
- 1978 — выпускается в качестве ковёрного клоуна из Московского циркового училища в паре с С. Середой. Вскоре пара распадается. Грачик пытается найти свой путь. На помощь пришел Юрий Никулин: «Я в него верю. Я думаю, что у Грачика Кещяна большое будущее».
- с марта 1985 года — под руководством Виктора Франке начинает репетировать как соло клоун с партнёром (резанером) Павлом Богачуком (Пал Палыч).
- в декабре 1985 года в Днепропетровском цирке начинает свою сольную карьеру.
- с 1986 года — начинает гастроли по городам СССР.
- в конце 1990-х едет по контракту в США для участия в цирковом проекте в г. Миртл-Бич, штат Северная Каролина.
- после становится ведущим артистом в цирковом шоу в парке «Сайпрас Гарден» (штат Флорида), где начинает работать в паре с клоуном-монументалистом Ильей Зариповым. Вскоре в США перебирается и вся семья. В парке Грачик работает более 10 лет, вплоть до закрытия парка.
- в 2000 году он ещё участвует в шоу «Звезды Московского цирка» в паре со своим сыном, но болезнь, о которой он узнает, внезапно начинает прогрессировать.
- в 2001 году — Клоун Грачик умирает от рака в городе Уинтер-Хейвен. Похоронен на маленьком городском кладбище в городе Уинтер-Хейвен штате Флорида, США.

До сих пор невозможно достаточно объяснить вклад клоуна Грачика в советскую, а после российскую и зарубежную клоунаду. Многие говорят, что, мол, ходит себе такой Асисяй и смешит потихоньку. А ведь образ Грачика возник за долго до явления В. Полунина широкой аудитории. Клоун Грачик вернул в цирк давно забытый стиль буффонады, так старательно выжигаемый искусствоведами из образа советского клоуна. Его называли новым Енгибаровым. В классические репризы он вдохнул новую жизнь, по своему преподнося их публике. Чуточку наивный, смешной и в то же время трагичный образ заставлял зрителей не просто весело хохотать, а вдумываться о смысле каждой репризы.
Финальной репризой был не взрывной элемент под хохот зрителей, а вполне трагикомическая сцена. Маленькая девочка (дочь Грачика — Гаянэ) выносит клоуну цветок. Клоун стирает грим, снимает свой клоунский нос и надевает его девочке. Пару мазков грима и перед нами возникает точная копия клоуна Грачика, только маленького. А рядом стоит обыкновенный человек, который несколько минут назад развлекал публику. И взявшись за руки они вдвоём покидают манеж.
«Такое бывает и в цирке. Средних способностей Олег Попов стал знаменит. А Владимир Кремена, Пётр Толдонов и гениальный Грачик Кещян так и не стали кумирами. А они в тысячу раз способнее Олега Попова». — С. Юрский

## Репертуар
- «ГРАЧИК И БАЛАЛАЙКА» РЕПРИЗА — КЕЩЯН МАРТИРОС ВАРТАНОВИЧ АТ , ФРАНКЕ ВИКТОР ЯКОВЛЕВИЧ АТ
- «ГРАЧИК И БЮСТ» КЛОУНАДА — КЕЩЯН МАРТИРОС ВАРТАНОВИЧ АТ , ФРАНКЕ ВИКТОР ЯКОВЛЕВИЧ АТ
- «ГРАЧИК И ВЕНИК» РЕПРИЗА — КЕЩЯН МАРТИРОС ВАРТАНОВИЧ АТ , ФРАНКЕ ВИКТОР ЯКОВЛЕВИЧ АТ
- «ГРАЧИК И ОЧКИ» РЕПРИЗА — КЕЩЯН МАРТИРОС ВАРТАНОВИЧ АТ , ФРАНКЕ ВИКТОР ЯКОВЛЕВИЧ АТ
- «ГРАЧИК И СКРИПКА» РЕПРИЗА — КЕЩЯН МАРТИРОС ВАРТАНОВИЧ АТ , ФРАНКЕ ВИКТОР ЯКОВЛЕВИЧ АТ
- «ГРАЧИК И ЧЕМОДАН» РЕПРИЗА — КЕЩЯН МАРТИРОС ВАРТАНОВИЧ АТ , ФРАНКЕ ВИКТОР ЯКОВЛЕВИЧ АТ
- «ГРАЧИК И ШТАНГА» РЕПРИЗА — КЕЩЯН МАРТИРОС ВАРТАНОВИЧ АТ , ФРАНКЕ ВИКТОР ЯКОВЛЕВИЧ АТ
- «ГРАЧИК И ЯБЛОКО» РЕПРИЗА — КЕЩЯН МАРТИРОС ВАРТАНОВИЧ АТ , ФРАНКЕ ВИКТОР ЯКОВЛЕВИЧ АТ
- «ГРАЧИК-ЛЕВ» РЕПРИЗА — КЕЩЯН МАРТИРОС ВАРТАНОВИЧ АТ , ФРАНКЕ ВИКТОР ЯКОВЛЕВИЧ АТ
- «ПРОЩАНИЕ КЛОУНА» ДИАЛОГ(короткий) — КЕЩЯН МАРТИРОС ВАРТАНОВИЧ АТ, ФРАНКЕ ВИКТОР ЯКОВЛЕВИЧ АТ